# Comadrona

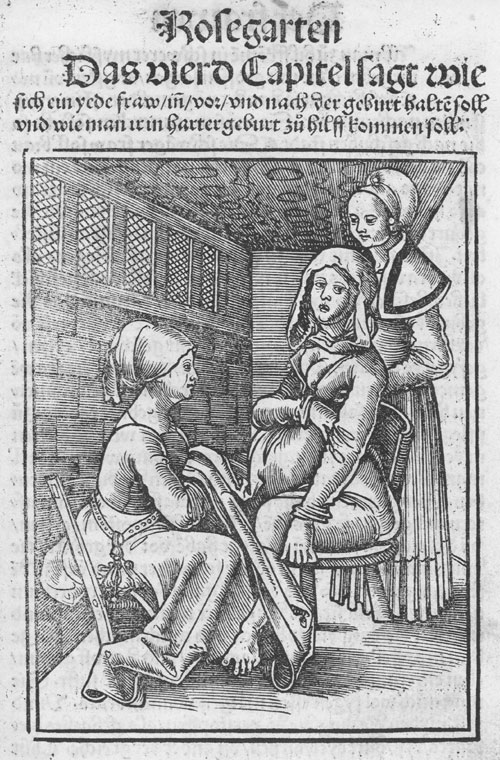
comadrona, 1513

Una comadrona, o comadrona cualificada, es una profesional de la salud que brinda atención básica y de emergencia a las mujeres y sus recién nacidos durante el embarazo, el parto y el período posparto. Una comadrona, que puede ser llamada matrona, y está capacitada para estar presente ("atender") el parto, ya sea que el parto se realice en una institución de atención médica o en el hogar, para reconocer y responder adecuadamente a complicaciones médicas e implementar intervenciones para ayudar a prevenirlas en primer lugar, incluso a través de la atención prenatal. Diferentes tipos de comadronas pueden brindar diferentes niveles de atención.

## Tipos de comadronas
Hay varios tipos de comadronas:
Existe una enfermera comadrona que debe obtener un alto nivel de educación, ya sea licenciatura o maestría en partería, después de convertirse en enfermera. Las enfermeras comadronas pueden trabajar en la mayoría de los centros de maternidad, hospitales y pueden tener un consultorio de parto en el hogar privado.
Luego existe una comadrona profesional certificada. Esta comadrona puede obtener una licencia siguiendo un tipo de aprendizaje oficial, junto con otras certificaciones. Deben aprobar un examen de la junta a través de los estados o países que permiten esta licencia y solo puede estar disponible en un entorno de parto en el hogar.
Por último, están las comadronas de entrada directa. Estas comadronas se capacitan a través de un proceso de aprendizaje y solo se permiten en entornos de parto en el hogar. No poseen una licencia profesional, sino que sirven como comadronas no profesionales en los hogares donde se necesiten sus servicios.

## Comadrona versus asistente de parto
Se debe hacer una distinción entre el "asistente de parto" y otros que pueden brindar apoyo y atención durante el embarazo y el parto, en función de la formación y las habilidades profesionales, las normas de práctica y la naturaleza de la atención brindada. Las comadronas suelen estar capacitadas para realizar funciones clínicas de atención obstétrica y neonatal básica y de emergencia, incluida la administración de antibióticos parenterales, oxitócicos y anticonvulsivos; extracción manual de placenta; eliminación de productos de placenta retenidos; parto vaginal asistido; y reanimación neonatal. Dependiendo del alcance legal de la práctica, esto también puede incluir la realización de cesáreas .
Una asistente de partos, también conocida como doula, "asistente de partos", "persona de apoyo durante el parto", "asesora de partos" o "educadora de partos", es una persona distinta de las mencionadas que brinda apoyo emocional y atención y asesoramiento general a las mujeres familias durante el embarazo y el parto. Una doula generalmente ofrece servicios de apoyo a la familia en las semanas posteriores al parto ("doula posparto", consulte Confinamiento posparto ) y también puede ayudar durante el trabajo de parto y el parto ("doula del parto").
En muchos países en desarrollo, existe una asistente tradicional,  o comadrona tradicional, que es una persona que proporciona la atención básica en el embarazo y en el parto y un asesoramiento basado principalmente en la experiencia y los conocimientos adquiridos de manera informal a través de las tradiciones y prácticas de las comunidades donde se originaron. Por lo general, no cuentan con una formación sanitaria moderna y no suelen estar sujetos a reglamentación profesional.